# 艾哈邁德·納吉布·希拉利
艾哈邁德·納吉布·希拉利（阿拉伯语：‎，1891年10月1日—1958年12月？日），是埃及的政治家，曾两次担任埃及总理。